# Seč (Ústí nad Orlicí)
Seč é uma comuna checa localizada na região de Pardubice, distrito de Ústí nad Orlicí.